# Ach. Brito

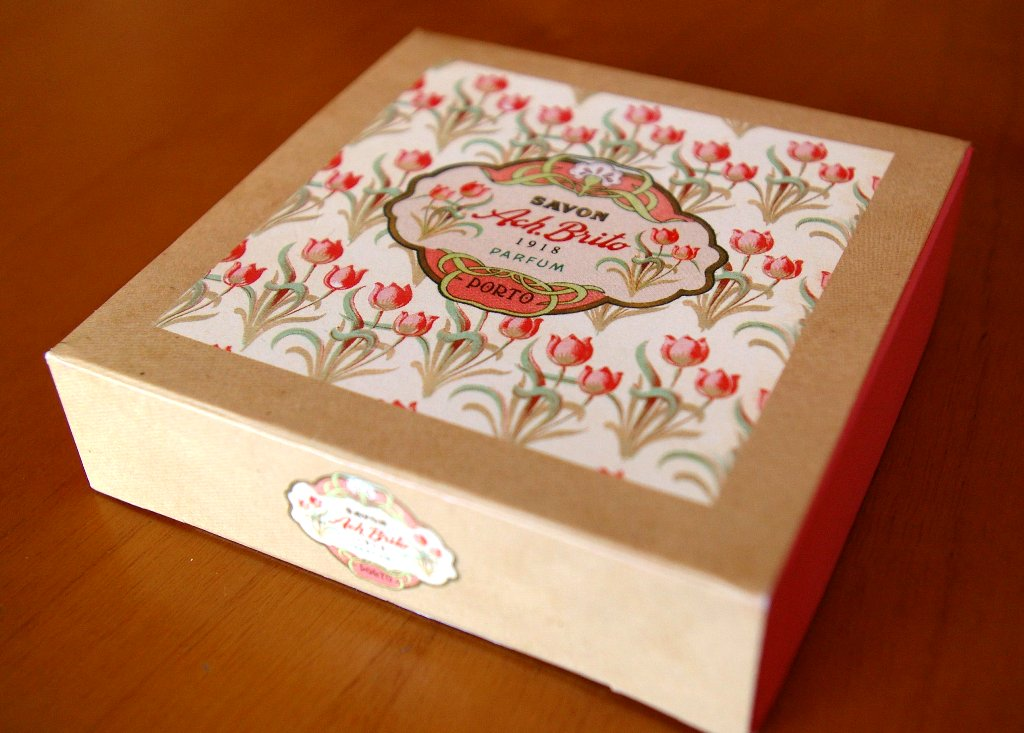
Seifenschachtel von Ach. Brito

Ach. Brito Cosmética ist der Name einer portugiesischen Seifen- und Parfum-Fabrik mit Sitz in Fajozes.
Die beiden deutschen Chemiker Ferdinand Claus und Georges Ph. Schweder, die Mitte des 19. Jahrhunderts nach Portugal ausgewandert waren, gründeten 1887 in Porto die erste Seifen- und Parfum-Fabrik des Landes unter dem Namen Claus & Schweder. Diese wurde später vom portugiesischen König Dom Manuel II. besichtigt. 1914 flüchteten die beiden Deutschen aufgrund des Ersten Weltkrieges aus Portugal, was zur Schließung ihrer Fabrik führte. 1918 übernahm Achilles de Brito das Management und integrierte die Produkte der beiden Unternehmen als verschiedene Marken unter einem Dach. Seit 1995 werden die Produkte der Marke Claus Porto, bestehend aus dem Öl des Karitébaums, weltweit vertrieben.